# Lorenzo Music
Lorenzo Music (* 2. Mai 1937 in Brooklyn, New York als Gerald David Music; † 4. August 2001 in Los Angeles, Kalifornien) war ein US-amerikanischer Synchronsprecher, Fernsehproduzent und Drehbuchautor.

## Karriere
Ab 1962 war Music in zahlreichen Fernsehserien wie Die Jetsons, Disneys Gummibärenbande und The Real Ghostbusters zu hören. Bis zu seinem Tod war er zudem der Stammsprecher von Garfield, den er unter anderem in Garfield und seine Freunde, Comic-Stars gegen Drogen sowie zahlreichen Fernsehfilmen sprach. Als Drehbuchautor schrieb er unter anderem Drehbücher für die Serien Mary Tyler Moore und The Lorenzo and Henrietta Music Show, die er auch selbst produzierte. Seine Stimme ist bis heute in Werbespots für Crashtest-Dummys zu hören.

## Privat
Music war bis zu seinem Tod mit Henrietta Music verheiratet, mit der er vier Kinder hatte. 

## Filmografie

### Synchronrollen
- 1962: Die Jetsons
- 1980: Ein Himmelhund von einem Schnüffler als Carlton
- 1985–1991: Disneys Gummibärenbande als Tummi Gummi
- 1986: Disneys sprechende Hunde als Ozzie, der Grüne Fluppy
- 1986/1987: The Real Ghostbusters als Dr. Peter Venkman
- 1988–1994: Garfield und seine Freunde als Garfield
- 1990: Comic-Stars gegen Drogen als Garfield
- 1990: Käpt’n Balu und seine tollkühne Crew als Sgt. Dunder
- 1991: Darkwing Duck